# Jegorlikszkajai járás
A Jegorlikszkajai járás (oroszul: Егорлыкский муниципальный район) Oroszország egyik járása a Rosztovi területen. Székhelye Jegorlikszkaja.

## Népesség
- 1989-ben 33 378 lakosa volt.
- 2002-ben 36 996 lakosa volt.
- 2010-ben 35 733 lakosa volt, melyből 28 423 orosz, 3 011 örmény, 1 459 török, 594 ukrán, 353 rutul, 314 cigány, 200 azeri, 189 fehérorosz, 81 német, 75 moldáv, 73 tatár, 65 grúz, 39 avar, 39 mari, 38 tabaszaran, 31 udmurt, 28 oszét, 26 koreai, 25 lezg stb.